# Zalesie (Wrocław)
Zalesie – część Wrocławia położona na Wielkiej Wyspie, mieszcząca się w granicach osiedla Zacisze-Zalesie-Szczytniki, w byłej dzielnicy Śródmieście. Graniczy z Sępolnem, Zaciszem i Szczytnikami oraz − przez Kanał Nawigacyjny i Powodziowy − z Kowalami i Swojczycami. Jako niemiecka osada Leerbeuthel (później Leerbeutel) włączona w granice miasta w 1904.
Zespół urbanistyczny z 1901 roku obejmujący ulice: F.Chopina, H. Wieniawskiego, I. Paderewskiego i L. Różyckiego został wpisany do rejestru zabytków (Nr rej.: A/1581/423/Wm z 22.12.1986 ).
Zalesie ma charakter willowego przedmieścia, położone jest w bezpośrednim sąsiedztwie Parku Szczytnickiego, jak również "Czarnej Wody" (reliktu starego koryta Odry) oraz położonego po jej drugiej strony Zacisza. W granicach współczesnego Zalesia znajdują się m.in. Stadion Olimpijski, kąpielisko Morskie Oko, sztucznie usypane wzniesienie - 134 m n.p.m. - Kilimandżaro oraz Pola Marsowe.
Niemiecka nazwa osiedla Leerbeutel (czyli "Pusta Sakiewka") pochodzi zapewne, podobnie jak "Ostatni Grosz" (który dał nazwę jednej z ulic w innej części Wrocławia), od żartobliwej nazwy znajdującej się tam gospody, od której określono później większy teren. Już w 1308 wspomniano dobra klasztorne Leerbuthel.
Zalesie, wraz z sąsiadującymi osiedlami, ma wspólną Radę Osiedla Zacisze-Zalesie-Szczytniki, mieszczącą się przy ul. Chopina 9a.

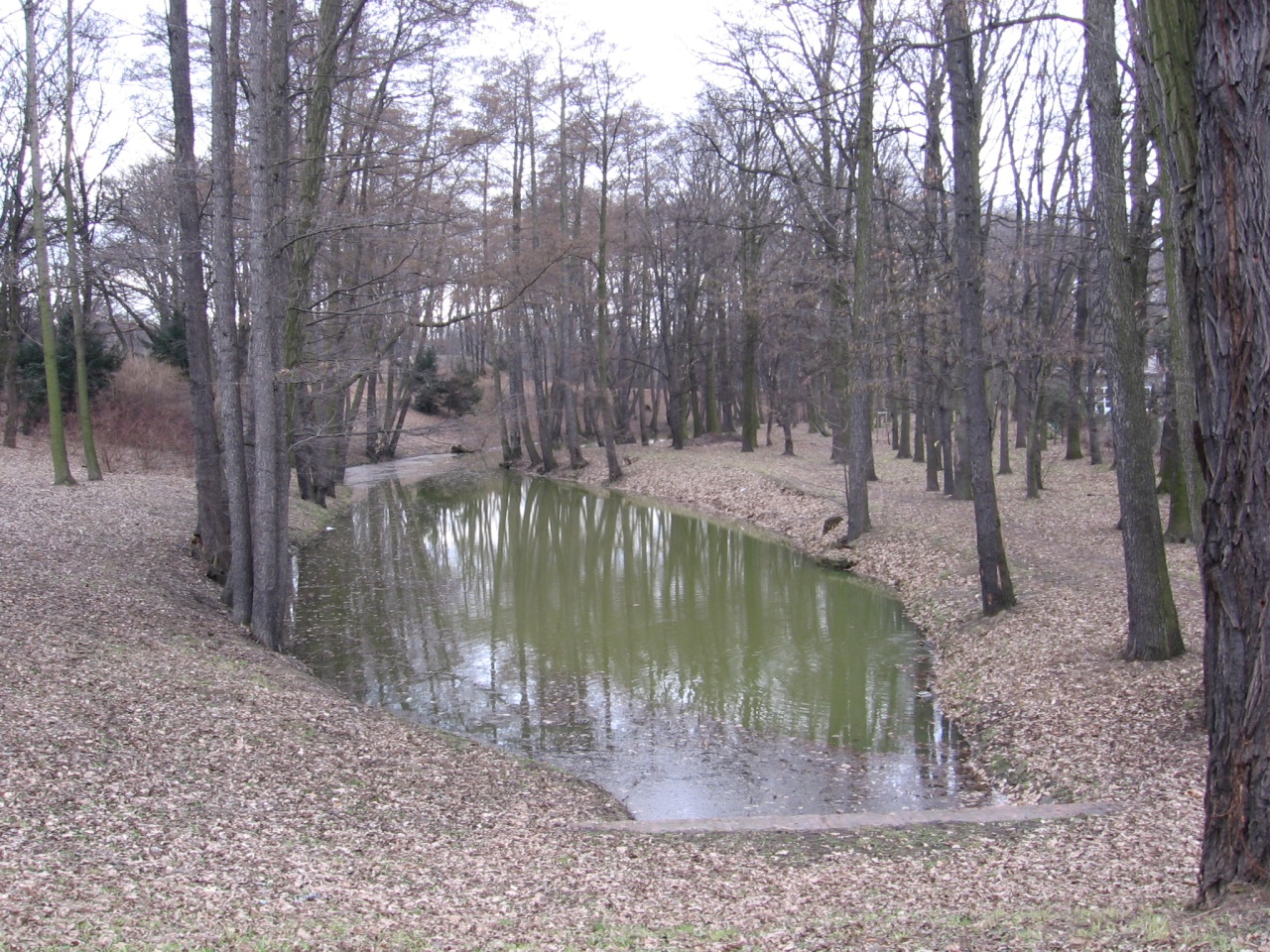
"Czarna Woda" z Mostu Zaleskiego
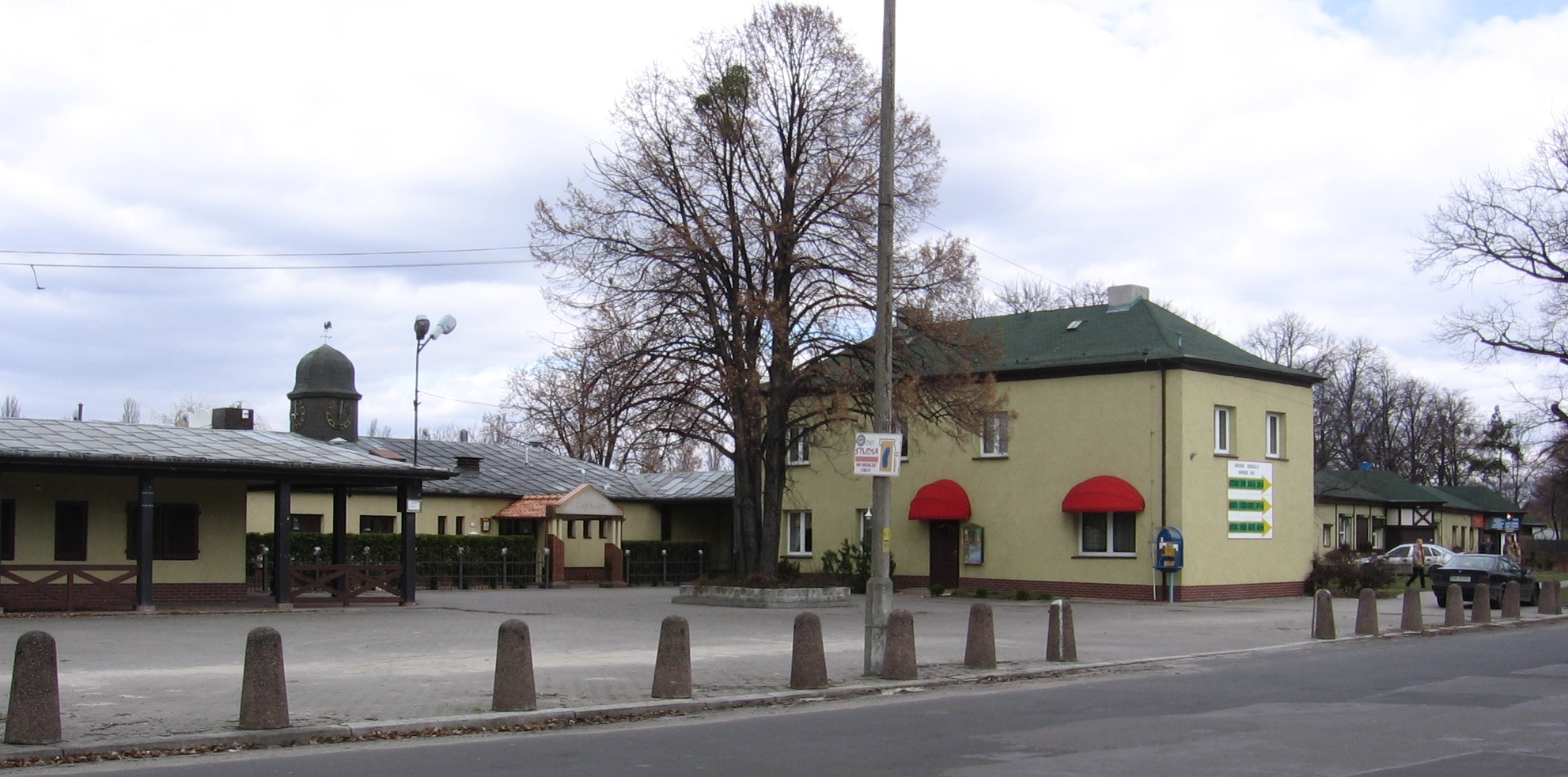
wejście na kąpielisko "Morskie Oko"
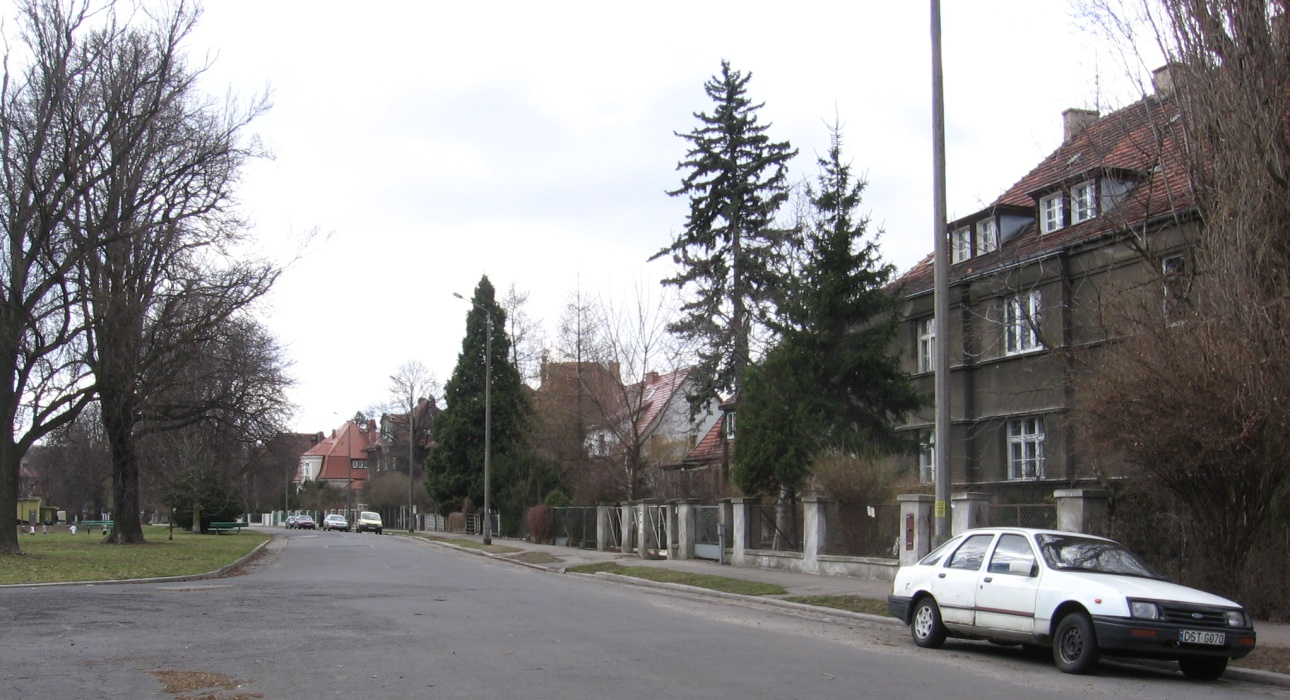
ul. Karłowicza
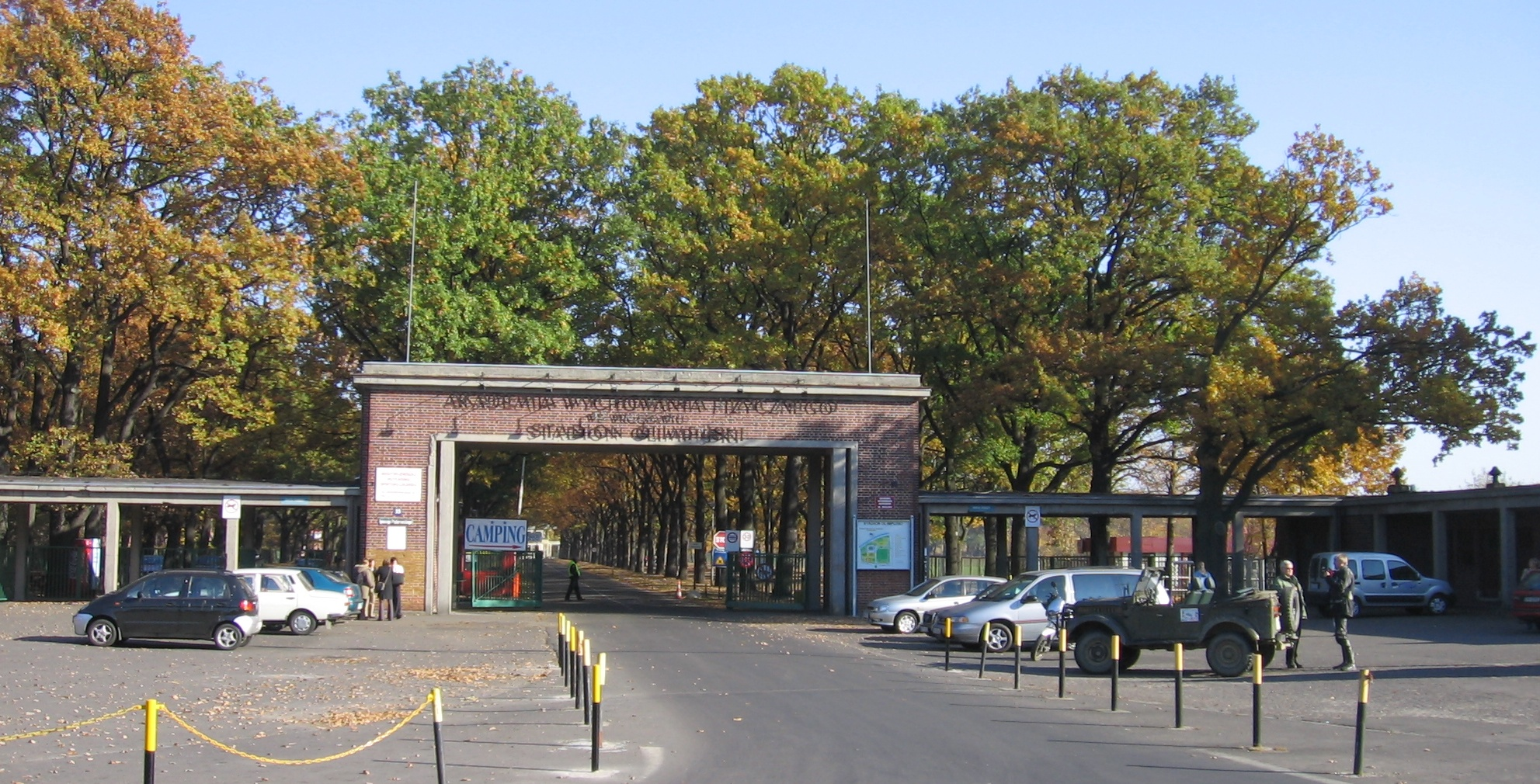
brama wjazdowa na Stadion Olimpijski